# メディアボックス (ゲーム会社)
有限会社メディアボックス (MEDIABOX) は、かつて東京都足立区に本社を置いていたアダルトゲーム製作会社である。
1996年（平成8年）に有限会社バーディーソフトの新会社として設立され、当初は「BELL-DA」などの複数のブランドで活動していたが、『ペルソナドライバー 竜姫 〜女怪人軍団大進撃！〜』の発売をもってアダルトゲーム製作活動を無期限停止し、ホームページも削除された。

## ブランド一覧
- BELL-DA - 1996年（平成8年） 〜 2004年（平成16年）
- フェアダンス - 1998年（平成10年）
- MAIKA（舞花） - 2002年（平成14年） 〜
  - M-pure（MAIKA-P） - 2004年（平成16年） 〜 2006年（平成18年）
- バーディーソフト - 2002年（平成14年）
- Silhouette - 2004年（平成16年）

## 作品一覧
MAIKA（舞花）
- 淫渦芯拳凌辱シリーズ
  - 2002年（平成14年）5月24日 - 凌辱秘書室
  - 2002年（平成14年）11月1日 - 凌辱ニュータウン 〜人妻狩り〜
  - 2003年（平成15年）4月25日 - 凌辱女教師 〜麗人転落篇〜
  - 2003年（平成15年）12月12日 - 凌辱秘書室2 〜御童志狼篇〜
  - 2007年（平成19年）2月23日 - 淫渦学園大戦 〜女子校生淫辱〜

- 超光戦隊ジャスティスブレイドシリーズ
  - 2004年（平成16年）7月9日 - 超光戦隊ジャスティスブレイド 〜秘密結社でGo!〜
  - 2005年（平成17年）7月8日 - 超光戦隊ジャスティスブレイド2 〜世界制覇へのカウントダウン〜
  - 2010年（平成22年）11月26日 - 超光戦隊ジャスティスブレイド3 〜アルタード アポカリプス〜
  - 2012年（平成24年）3月23日 - 超光戦隊ジャスティスブレイドZERO 〜大首領の敵は大首領〜

- NOZOKI魔シリーズ
  - 2006年（平成18年）9月29日 - NOZOKI魔
  - 2007年（平成19年）5月25日 - NOZOKI魔2 〜女子校生恥辱のアングル〜
  - 2007年（平成19年）10月26日 - NOZOKI魔III 〜背徳マンション24H〜
  - 2008年（平成20年）7月25日 - NOZOKI魔 -ファイナル-
  - 2008年（平成20年）8月29日 - NOZOKI魔 〜ビギニング〜
  - 2008年（平成20年）7月25日 - 真・NOZOKI魔 〜下宿屋視姦24時〜

- 学園聖戦士セーラーナイトシリーズ
  - 2013年（平成25年）4月19日 - 学園聖戦士セーラーナイト 〜正義のヒロイン完全征服マニュアル〜
  - 2014年（平成26年）1月24日 - 学園聖戦士セーラーナイト2 〜正義のヒロイン完全悪堕ちマニュアル〜

- その他単発作品
- 2004年（平成16年）4月9日 - プリンセスムーン 〜聖宝石騎士団の受難〜
- 2006年（平成18年）3月3日 - リベンジャーZERO 〜OL淫花妖惑篇〜
- 2006年（平成18年）7月7日 - ペルソナドライバー 霊姫
- 2007年（平成19年）10月11日 - かげろう（DVD-PG作品）
- 2008年（平成20年）4月4日 - 宇宙刑事ソルディバン
- 2008年（平成20年）12月5日 - 学園クラブトライアングル 〜制服と処女と甘い香り〜
- 2009年（平成21年）4月24日 - 学園妖精テトラスター
- 2009年（平成21年）10月2日 - 堕とし魔 〜処女攻略篇〜
- 2009年（平成21年）11月27日 - プリンセス・プリンセス 〜姉妹姫背徳の儀式〜
- 2010年（平成22年）4月16日 - 人妻 雪乃と… 〜妻がオンナに変わるとき〜
- 2010年（平成22年）7月23日 - 秘書 沙織
- 2010年（平成22年）12月24日 - 小悪魔リサ
- 2012年（平成24年）7月27日 - 宇宙刑事ステラバン
- 2012年（平成24年）11月30日 - 略奪牝ブリーダー 〜奪われた恋人 狂わされた人妻〜
- 2013年（平成25年）9月20日 - 新妻特捜パトレイザー 〜略奪天獄篇〜
- 2014年（平成26年）5月23日 - 神剣戦隊ブレイドレンジャー 〜戦闘員の野望〜
- 2014年（平成26年）11月7日 - ペルソナドライバー 竜姫 〜女怪人軍団大進撃！〜

M-pure（MAIKA-P）
- 2005年（平成17年）2月25日 - 機動少女プリティ・ギア
- 2005年（平成17年）11月11日 - 天衣舞装ルクシオン
- 2006年（平成18年）11月24日 - すぃすぃ -sweetheart swimmer-

### 解散したブランドの作品
BELL-DA
- 1996年（平成8年）4月26日 - ぱそすけ
- 1996年（平成8年）9月20日 - あゆ
- 1996年（平成8年）11月21日 - 追憶（PC-9801版）
  - 1997年（平成9年）11月21日 - 追憶（Windows版）

- 1997年（平成9年）3月1日 - 奈緒
- 1997年（平成9年）4月11日 - ルームメイト
- 1997年（平成9年）4月18日 - みあ
- 1997年（平成9年）7月25日 - For You
- 1997年（平成9年）7月31日 - みお & みほ
- 1997年（平成9年）10月3日 - さや/すみれ
- 1997年（平成9年）10月17日 - なぎさ100%
- 1997年（平成9年）10月24日 - かりん
- 1997年（平成9年）12月19日 - 逢いたい時に君はいない
- 1998年（平成10年）1月23日 - アドラステア
- 1998年（平成10年）4月3日 - Nineteen
- 1998年（平成10年）5月21日 - 砂時計
- 1998年（平成10年）7月3日 - 輪舞 〜ロンド〜
- 1998年（平成10年）7月16日 - リエゾン
- 1998年（平成10年）10月8日 - 彼女はメイド
- 1998年（平成10年）11月13日 - まゆ
- 1998年（平成10年）12月10日 - ほたる
- 1999年（平成11年）6月17日 - Fresh! 〜Teens Memory〜
- 1999年（平成11年）10月29日 - マジカル★トレジャー 〜彼女はメイド2〜
- 2000年（平成12年）1月28日 - 天使のひな
- 2000年（平成12年）5月19日 - START
- 2000年（平成12年）8月4日 - SHE is…
- 2000年（平成12年）10月13日 - 神サマお願い!!
- 2000年（平成12年）12月15日 - SHADOW
- 2001年（平成13年）3月30日 - かまいたち 〜緋色の裂け目〜
- 2001年（平成13年）6月22日 - 宴 〜憂いの館〜
- 2001年（平成13年）8月2日 - CAST! -プライベートヒロイン-
- 2002年（平成14年）2月8日 - めもりある。
- 2003年（平成15年）2月14日 - いたずら ア・ラ・モード
- 2003年（平成15年）6月13日 - 彼女はメイドRot 〜悠久の小夜曲〜

フェアダンス
- 1998年（平成10年）2月5日 - 夢のゆくえ 軽井沢物語

バーディーソフト
- HOLE CHASER
- PAL 〜ワンダートリップ！ちづる〜
- ピアス -引き裂かれた性春-
- CAL
- ルージュ -真夏の口紅-
- BEAST 〜淫獣の館〜
- THANATOS
- BIRDY WORLD
- アルテミス
- CALII
- JOKER
- BIRDY WORLD
- JOKERII
- BEAST2〜インキュ・バスター〜
- My Eyes!
- BEAST3
- CAL3完結編
- CAL外伝　タイニィステップ　
- キラキラ女神先生
- 魔天学園 〜地獄のラブラブ大作戦〜

メディアボックス移行後タイトル
- 1996年（平成8年）5月24日 - SNOW MEMORY
- 2002年（平成14年）8月2日 - BEAST21 〜凌辱の館〜

Silhouette
- 2004年（平成16年）10月8日 - い〜っぱい、お・し・え・てっ! 〜妹こみゅにけーしょん♪〜

## 主なスタッフ
原画
- パパイヤ純
- 沖田つばさ

シナリオ
- 実験機八号